# Boreus intermedius
Boreus intermedius is een schorpioenvlieg uit de familie van de sneeuwvlooien (Boreidae). De wetenschappelijke naam van de soort is voor het eerst geldig gepubliceerd door Lloyd in 1934.
De soort komt voor in Alaska (Verenigde Staten).